# Agua Prieta (comune)
Agua Prieta è una municipalità dello stato di Sonora nel Messico settentrionale, il cui capoluogo è la località omonima.
Conta 82 918 abitanti (2015) e ha una estensione di 3943,07 km².